# Road Rovers
Road Rovers (Super Cães no Brasil) é um desenho animado 2D americano escrito e produzido pela Warner Bros. Animation que estreou no Kids' WB em 7 de Setembro de 1996. Durou uma temporada e terminou em 22 de Fevereiro de 1997. Sua reprise continuou no ar até 6 de Setembro de 1997. Esteve no Cartoon Network desde 7 de Fevereiro de 1998 até 2000. Muito do humor contido no show foi derivado da cultura popular de meados dos anos 1990.
O show segue as aventuras dos Road Rovers, uma equipe de cinco cães antropomórficos super poderosos que combatem ao crime, conhecidos como "cano-sapiens". O líder dos Rovers é Hunter, uma mistura de golden retriever dos Estados Unidos. Os chefe dos Rovers é um cientista conhecido como "O Mestre" que supervisiona suas operações e fornece-os com equipamentos de seu quartel-general subterrâneo. E que há vários yaois envolvendo este desenho
No Brasil, o desenho foi exibido entre o final dos anos 90 e o início dos anos 2000 pela Warner Channel, dentro dos blocos House of Toons e Warner Kids, onde também exibiam diversos outros desenhos da Warner na época. A dublagem do desenho foi feita em São Paulo, mas ainda não se sabe ao certo o estúdio que dublou a animação.

## Enredo
Na cidade de Socorro (Novo México) (um ano antes da formação dos Road Rovers), o Professor Shepherd é atacado por um homem chamado General Parvo, que exige tecnologia experimental transcãomorficador (uma brincadeira com o termo transmogrificador) do professor, em troca de seu cão perdido. Shepherd cede mas é enganado por Parvo, que lhe dá uma bomba que destrói seu laboratório. No ano seguinte, como cães normais começam a se transformar em monstros, Shephard, que milagrosamente sobreviveu ao ataque, percebe que é Parvo quem está por trás disso e decide pará-lo.
Shepherd seleciona cinco cães ao redor do mundo para combater esta nova ameaça. Quando eles chegam em seu novo laboratório subterrâneo secreto, ele usa o seu novo transcãomorficador nos cinco, transformando-os em "Cano-sapiens" parecem com humanos normais vestidos, exceto que eles mantiveram todos os aspectos registrados dos cães de onde vieram, tais como uma cauda, pele, orelhas distintivas e cabeça, etc. Sua personalidade de antes da transformação também se mantém intacta. Eles também podem falar Inglês e possuem super habilidades que humanos normais não tem.
Quando não estão lutando contra o crime, eles revertem à sua forma original de cães, e residem nas casas dos líderes de seu país de origem; Hunter ao Presidente dos Estados Unidos, Colleen ao Primeiro-Ministro do Reino Unido, Blitz ao Chanceler da Alemanha, Exile ao Presidente da Rússia, e Shag ao Presidente da Confederação Suíça.
Mais tarde descobriu-se que muitos dos acontecimentos do passado foram causados pela Máquina do Tempo de Parvo. Isso inclui a aparência do Parvo no passado (como um gato chamado Boots), Parvo fracassou na construção de um transcãomorficador fazendo Scout se tornar Muzzle, Boots se tornar Parvo com a ajuda de Groomer, Muzzle conhecer Hunter, e Shag salvar a vida de Shepherd, informando-o da bomba que vai explodir seu laboratório.

## Personagens
- Hunter: Uma mistura de Labrador Retriever/Golden Retriever dos Estados Unidos; Hunter é o líder dos Road Rovers. Ele possui super velocidade, e é propenso a listagem de uma série de outros "poderes", como super-lealdade, super-confiança e super-sorte. Ele e Colleen tem sentimentos românticos um pelo outro. Ele gosta muito de bolas de brinquedo para cães. Hunter também é conhecido como sendo o único Rover cujos parentes apareceram durante a temporada, ele visita sua mãe em "Um Dia Na Vida De Um Super Cão". (Voz original: Jess Harnell/Voz do Brasil: Figueira Junior (1ª voz)/Daoiz Cabezudo (2ª voz))
- Colleen: Uma Rough collie do Reino Unido, é a única mulher no grupo, Colleen é especializada em artes marciais e é uma médica treinada. No último episódio revelou que ela gosta de perseguir o carteiro, de brinquedos sibilantes de banana e ela falhou no treinamento de papel. (Voz Original: Tress MacNeille/Voz do Brasil: Elisa Villon (1ª voz)/ Isabel de Sá (2ª voz))
- Blitz: Um Dobermann da Alemanha; Blitz é um membro da equipe, mas não dá o devido respeito a ninguém, mas a si mesmo. Seus dentes e garras afiadas podem cortar qualquer coisa. Tem sentimentos românticos por Colleen, muitas vezes se reuniu apenas com esquecimentos fingidos e muitas vezes seguidos de perto pela violência física da parte dela. A piada é que ela não consegue lembrar o nome dele até o último episódio. Quando ele diz algo estranho Exile lhe diz "Deixa De Der Esquisito!". Ele sempre afirma o desejo de morder os traseiros de seus inimigos. Ele soa como o ator Arnold Schwarzenegger. No último episódio revelou que ele realmente gosta de milk-shakes de hortelã-pimenta, ele mantém rastros de todas as nádegas que ele mordeu, se ele conseguir fazer mil, ele ganha uma nova coleira de pulgas (que é o seu objetivo) e Hunter é líder porque é mais inteligente que ele (Golden Retrievers são classificados com o número 4 de raças de cães inteligentes e dobermans são os quintos mais inteligentes). (Voz original: Jeff Bennett/Voz do Brasil: Silvio Giraldi)
- Exile: Um husky Siberiano da Sibéria; Exile é o mestre em concertar e desconcertar as coisas. Seus superpoderes são aquecer, congelar e visão noturna, junto com super-força (embora não tanto como Shag). Ele também mistura com frequência frases comuns no inglês, como referindo o termo "May Day", como "April Day" (May Day significa algo como “Venha me ajudar”, mas May significa Maio; Exile confundiu “May Day” [literalmente “Dia de Maio”] com April Day” [“Dia de Abril”] um trocadilho com “April Fool Day” [Primeiro de Abril/Dia da Mentira]). Ele gosta de ler livros infantis em sua maioria do Dr. Seuss. É revelado que o verdadeiro nome dele é "Exilo Michalovitch Sanhusky". (Voz original: Kevin Michael Richardson/Voz do Brasil: César Marchetti)
- Shag: Um Pastor-polonês-da-planície da Suíça; Shag é uma espécie de golpe de sorte, tanto antes do processo transcãomorficador acontecer. Em vez de se tornar um completo cano-sapien, ele ficou preso entre algum lugar. Ele pode entender Inglês e muitas vezes empunha armas, na maioria das vezes uma bazuca que ele invariavelmente aponta o caminho errado. Ele é um covarde e sua pele também tem capacidade de armazenamento aparentemente ilimitada, na qual tem guardado para várias ocasiões comida caseira, artigos de mobília (alguns maiores do que ele), e os companheiros Road Rovers. Ao contrário dos outros, ele tende a continuar correndo com todas as quatro patas. Ele é o único Rover que bebe fora do banheiro e usa a água para cozinhar. (Voz original: Frank Welker)
- Muzzle: Um Rottweiler. Ele é muito feroz, tem um grande apetite, e é muitas vezes fisicamente restringido a um carrinho usando uma camisa de força e uma máscara. Ele normalmente é chamado para ajudar a equipe perto do fim dos conflitos. As ações envolvendo Muzzle são feitas com a tela em off, e está implícito pelos outros Rovers que Muzzle está fazendo obras horríveis. Ele é sempre visto com o estômago inchado e escutado arrotando no final dos seus tumultos, indicando que ele tenha comido a maioria, se não todas, as suas vítimas. Muzzle era "Scout", o cachorro do Professor Shepherd que foi sequestrado no início do primeiro episódio. Ele e Hunter se tornaram amigos próximos. (Voz original: Frank Welker)
- Professor William F. Shepherd: O geneticista por trás do transcãomorficador e os Road Rovers. Ele é o chefe da equipe e fornecedor de todos os seus equipamentos. (Voz original: Joseph Campanella/Voz do Brasil: Carlos Campanile)
- Cãofúcio: Um brincadeira com o histórico Confúcio. Um cão da raça terrier como cão de raça (ou Pequinês ou Lhasa Apso) com a capacidade de falar, ele oferece conselhos em forma de enigmas, que muitas vezes tende a ir além da cabeça de seus companheiros. (Voz original: Kevin Michael Richardson/Voz do Brasil: Ivo Roberto)
- General Parvo: Principal antagonista de Road Rovers que quer destruir Professor Shepherd e conquistar o mundo. Ele tem uma tosse permanente (Foi mais tarde na série que o General Parvo era ao mesmo tempo um gato antes de ser transformado em um "Felin Sapien". Ele compartilha uma aparência muito semelhante ao lutador Hulk Hogan. O nome Parvo deriva de uma doença canina que muitas vezes mata os filhotes. (Voz original: Jim Cummings/Voz do Brasil: Guilherme Lopes)
- The Groomer: A Groomer é a assistente mais leal ao General Parvo. Ela geralmente está armado com uma máquina de cortar cabelo portátil, embora ela use outro equipamento, quando apropriado. (Voz original: Sheena Easton/Voz do Brasil: Tânia Gaidarji)

## Episódios
| Temporada | Temporada | Episódios | Estreia da temporada  | Final da temporada      |
| --------- | --------- | --------- | --------------------- | ----------------------- |
|           | 1         | 13        | 7 de Setembro de 1996 | 22 de Fevereiro de 1997 |